# میثم منیعی
میثم منیعی (زادهٔ ۲ مرداد ۱۳۶۱ در تهران) بازیکن سابق و مربی فوتبال ایرانی است. او در سال ۲۰۱۲ به همراه مجید میرزایی به شمال کشور رفت و از فوتبال خداحافظی کرد.

## افتخارات
- قهرمانی در جام حذفی ۸۷-۱۳۸۶ به همراه تیم باشگاه فوتبال استقلال تهران
- قهرمانی در لیگ برتر فوتبال ایران ۸۸-۸۷ به همراه تیم استقلال تهران